# Paul McNamee
Paul McNamee (* 12. listopadu 1954 Melbourne) je australský sportovní funkcionář, bývalý profesionální tenista a světová jednička ve čtyřhře. Ve své kariéře na profesionálním okruhu ATP vyhrál dva turnaje ve dvouhře a dvacet tři ve čtyřhře.
Na žebříčku ATP byl nejvýše ve dvouhře klasifikován v květnu 1986 na 24. místě a ve čtyřhře pak v červnu 1981 na 1. místě.

## Tenisová kariéra
V roce 1973 vyhrál juniorku dvouhry na Australian Open.
Na nejvyšší grandslamové úrovni získal čtyři tituly v mužské čtyřhře – na Australian Open 1979 a ve Wimbledonu 1980, 1982 s Petrem McNamarou a na Australian Open 1983 spolu s Markem Edmondsonem. Pátou trofej si připsal ze smíšené čtyřhry ve Wimbledonu 1985, kde společně s Martinou Navrátilovou zvítězili z pozice druhých nasazených.
V letech 1983 a 1986 získal salátovou mísu jako člen vítězného daviscupového týmu Austrálie.
Praktikoval útočný styl tenisu s kvalitním podáním a voleji. V roce 1979 odcestoval do Spojených států, kde strávil několik měsíců tréninku u Harryho Hopmana. Následně začal praktikovat obouručný bekhend.
Na cestě k deblovému triumfu ve Wimbledonu 1980 s McNamarou zdolali tři předcházející šampiónské páry Gottfrieda s Ramírezem, Fleminga s McEnroem a Lutze se Smithem. Následující sezónu 1981 nemohl několik měsíců hrát pro poranění páteře.

## Sportovní management
McNamee sehrál klíčovou roli v založení týmové soutěže smíšených dvojic Hopmanova poháru pod záštitotu Mezinárodní tenisové federace. Turnaj se hraje v Perthu od roku 1989 a McNamee byl jeho ředitelem do roku 2012. Do roku 2006 také pracoval jako CEO úvodního grandslamu sezóny Australian Open.
V letech 2006–2008 působil jako turnajový ředitel Australian Golf Open. V období od března do července 2008 pak také ve funkci CEO Melbourne Football Club.
Na konci roku 2008 bylo zveřejněno, že se zapojil do aktivit žádajících, aby na Tour de France startoval australský cyklistický tým. Tuto myšlenku také podporoval budoucí vítěz závodu Cadel Evans.
K roku 2018 působil jako ředitel mužského profesionálního turnaje Sofia Open hraného na okruhu ATP Tour.

## Finále na okruzích Grand Prix, WCT a ATP Tour

### Dvouhra: 7 (2–5)
| Stav      | Datum | Turnaj              | Povrch  | Finalista       | Výsledek                |
| --------- | ----- | ------------------- | ------- | --------------- | ----------------------- |
| Vítěz     | 1980  | Palm Harbor, USA    | tvrdý   | Stan Smith      | 6–4, 6–3                |
| Finalista | 1980  | Palermo, Itálie     | antuka  | Guillermo Vilas | 4–6, 0–6, 0–6           |
| Vítěz     | 1982  | Baltimore WCT, USA  | koberec | Guillermo Vilas | 4–6, 7–5, 7–5, 2–6, 6–3 |
| Finalista | 1983  | Houston WCT, USA    | antuka  | Ivan Lendl      | 2–6, 0–6, 3–6           |
| Finalista | 1983  | Brisbane, Austrálie | koberec | Pat Cash        | 6–4, 4–6, 3–6           |
| Finalista | 1986  | Nice, Francie       | antuka  | Emilio Sánchez  | 1–6, 3–6                |
| Finalista | 1986  | St. Vincent, Itálie | antuka  | Simone Colombo  | 6–2, 3–6, 6–7           |

### Čtyřhra: 38 (15–23)
| Stav      | Č.  | Rok  | Turnaj                      | Povrch    | Spoluhráč        | Finalisté                        | Výsledek                |
| --------- | --- | ---- | --------------------------- | --------- | ---------------- | -------------------------------- | ----------------------- |
| Finalista | 1.  | 1977 | Santiago, Chile             | antuka    | Henry Bunis      | Patricio Cornejo Jaime Fillol    | 7–5, 1–6, 1–6           |
| Vítěz     | 1.  | 1979 | Nice, Francie               | antuka    | Peter McNamara   | Pavel Složil Tomáš Šmíd          | 6–1, 3–6, 6–2           |
| Vítěz     | 2.  | 1979 | Káhira, Egypt               | antuka    | Peter McNamara   | Anand Amritraj Vijay Amritraj    | 7–5, 6–4                |
| Vítěz     | 3.  | 1979 | Palermo, Itálie             | antuka    | Peter McNamara   | Ismail El Shafei John Feaver     | 7–5, 7–6                |
| Vítěz     | 4.  | 1979 | Sydney Outdoor, Austrálie   | tráva     | Peter McNamara   | Steve Docherty John Chris Lewis  | 7–6, 6–3                |
| Vítěz     | 5.  | 1979 | Australian Open, Melbourne  | tráva     | Peter McNamara   | Cliff Letcher Paul Kronk         | 7–6, 6–2                |
| Vítěz     | 6.  | 1980 | Palm Harbor, USA            | tvrdý     | Paul Kronk       | Steve Docherty John James        | 6–4, 7–5                |
| Vítěz     | 7.  | 1980 | Houston, USA                | antuka    | Peter McNamara   | Marty Riessen Sherwood Stewart   | 6–4, 6–4                |
| Finalista | 2.  | 1980 | Forest Hills WCT, USA       | antuka    | Peter McNamara   | Peter Fleming John McEnroe       | 2–6, 7–5, 2–6           |
| Finalista | 3.  | 1980 | London/Queen's Club, Anglie | tráva     | Sherwood Stewart | Rod Frawley Geoff Masters        | 2–6, 6–4, 9–11          |
| Vítěz     | 8.  | 1980 | Wimbledon, Londýn           | tráva     | Peter McNamara   | Robert Lutz Stan Smith           | 7–6, 6–3, 6–7, 6–4      |
| Vítěz     | 9.  | 1980 | Stockholm, Švédsko          | koberec   | Heinz Günthardt  | Robert Lutz Stan Smith           | 6–7, 6–3, 6–2           |
| Finalista | 4.  | 1980 | Bologna, Itálie             | koberec   | Steve Denton     | Balázs Taróczy Butch Walts       | 6–2, 3–6, 0–6           |
| Finalista | 5.  | 1980 | Johannesburg, JAR           | tvrdý     | Heinz Günthardt  | Robert Lutz Stan Smith           | 7–6, 3–6, 4–6           |
| Vítěz     | 10. | 1980 | Sydney Outdoor, Austrálie   | tráva     | Peter McNamara   | Vitas Gerulaitis Brian Gottfried | 6–2, 6–4                |
| Finalista | 6.  | 1980 | Australian Open, Melbourne  | tráva     | Peter McNamara   | Mark Edmondson Kim Warwick       | 5–7, 4–6                |
| Vítěz     | 11. | 1981 | Masters Doubles WCT, Londýn | koberec   | Peter McNamara   | Victor Amaya Hank Pfister        | 6–3, 2–6, 3–6, 6–3, 6–2 |
| Finalista | 7.  | 1981 | Hamburk, Německo            | antuka    | Peter McNamara   | Hans Gildemeister Andrés Gómez   | 4–6, 6–3, 4–6           |
| Vítěz     | 12. | 1981 | Stuttgart, Německo          | antuka    | Peter McNamara   | Mark Edmondson Mike Estep        | 2–6, 6–4, 7–6           |
| Vítěz     | 13. | 1981 | Sydney Outdoor, Austrálie   | tráva     | Peter McNamara   | Hank Pfister John Sadri          | 6–7, 7–6, 7–6           |
| Finalista | 8.  | 1982 | Nice, Francie               | antuka    | Balázs Taróczy   | Henri Leconte Yannick Noah       | 7–5, 4–6, 3–6           |
| Vítěz     | 14. | 1982 | Monte Carlo, Monako         | antuka    | Peter McNamara   | Mark Edmondson Sherwood Stewart  | 6–7, 7–6, 6–3           |
| Vítěz     | 15. | 1982 | Bournemouth, Anglie         | antuka    | Buster Mottram   | Henri Leconte Ilie Năstase       | 3–6, 7–6, 6–3           |
| Vítěz     | 16. | 1982 | Wimbledon, Londýn           | tráva     | Peter McNamara   | Peter Fleming John McEnroe       | 6–3, 6–2                |
| Vítěz     | 17. | 1983 | Memphis, USA                | koberec   | Peter McNamara   | Tim Gullikson Tom Gullikson      | 6–3, 5–7, 6–4           |
| Vítěz     | 18. | 1983 | London/Queen's Club, Anglie | tráva     | Brian Gottfried  | Kevin Curren Steve Denton        | 6–4, 6–3                |
| Finalista | 9.  | 1983 | Washington,D.C., USA        | antuka    | Ferdi Taygan     | Mark Dickson Cassio Motta        | 2–6, 6–1, 4–6           |
| Vítěz     | 19. | 1983 | Brisbane, Austrálie         | koberec   | Pat Cash         | Mark Edmondson Kim Warwick       | 7–6, 7–6                |
| Vítěz     | 20. | 1983 | Australian Open, Melbourne  | tráva     | Mark Edmondson   | Steve Denton Sherwood Stewart    | 6–3, 7–6                |
| Vítěz     | 21. | 1984 | Houston, USA                | antuka    | Pat Cash         | David Dowlen Nduka Odizor        | 7–5, 4–6, 6–3           |
| Vítěz     | 22. | 1984 | Aix-en-Provence, Francie    | antuka    | Pat Cash         | Chris Lewis Wally Masur          | 4–6, 6–3, 6–4           |
| Vítěz     | 23. | 1984 | London/Queen's Club, Anglie | tráva     | Pat Cash         | Bernard Mitton Butch Walts       | 6–4, 6–3                |
| Finalista | 10. | 1984 | Wimbledon, Londýn           | tráva     | Pat Cash         | Peter Fleming John McEnroe       | 2–6, 7–5, 2–6, 6–3, 3–6 |
| Finalista | 11. | 1984 | Hongkong                    | tvrdý     | Mark Edmondson   | Ken Flach Robert Seguso          | 7–6, 3–6, 5–7           |
| Finalista | 12. | 1985 | Rotterdam, Nizozemsko       | koberec   | Vitas Gerulaitis | Pavel Složil Tomáš Šmíd          | 4–6, 4–6                |
| Finalista | 13. | 1985 | Boston, USA                 | antuka    | Peter McNamara   | Libor Pimek Slobodan Živojinović | 6–2, 4–6, 6–7           |
| Finalista | 14. | 1986 | Fort Myers, USA             | tvrdý     | Peter Doohan     | Andrés Gómez Ivan Lendl          | 5–7, 4–6                |
| Finalista | 15. | 1986 | Sydney Indoor, Australia    | tvrdý (h) | Peter McNamara   | Boris Becker John Fitzgerald     | 4–6, 6–7                |